# United States Capitol Visitor Center
Das United States Capitol Visitor Center (CVC) ist eine Ergänzung zum United States Capitol. Es dient mehr als 4.000 Touristen pro Tag als Treffpunkt und dem US Congress als Erweiterungsfläche.
Es befindet sich unterhalb der Ostseite des Capitol, zwischen dem Kapitol und 1st Street East. Der Komplex umfasst eine Fläche von 54,000 m², die sich auf drei unterirdischen Etagen verteilen. Der Etat des gesamten Objekts betrug $ 621 Millionen.
Das CVC bietet Platz für die Verwendung durch den Kongress, darunter mehrere neue Tagungs- und Konferenzräume. Es gibt einen großen Raum, der meistens durch Kongressausschüsse genutzt wird. Das neue Kongress-Auditorium, ein Theater mit 450 Plätzen, kann von den Mitgliedern des Kongresses oder auch von den beiden Kammern des Kongresses genutzt werden, falls deren Räume nicht zur Verfügung stehen.
Das CVC öffnete offiziell am 2. Dezember 2008. Dieser Tag wurde ausgewählt, da es sich um den 145. Jahrestag der Montage der Statue of Freedom von Thomas Crawford auf der Spitze des Capitols im Jahr 1863 handelte, was die Fertigstellung der Kuppel bedeutete.

## Design
Das CVC hat drei unterirdische Ebenen: einen balkonartigen Eingangsbereich, die Emancipation Hall (2. Ebene) und die 3. gesperrte Ebene mit neuen Kongress-Büros und Besprechungsräumen. Der Bau des CVC stellt die bisher größte Erweiterung des Kapitol dar und hat die Grundfläche des US Capitol building complex mehr als verdoppelt.'

## Bauzeit
Der Bau des CVC wurde vom Architekten des Kapitols überwacht. Der Posten wurde, bis zum Ablauf seiner Amtszeit am 4. Februar 2007, von Alan M. Hantman ausgeübt. Zurzeit ist der Posten nicht besetzt und wird stattdessen vom Stellvertretenden Architekten des Kapitols, Stephen T. Ayers, ausgeübt.
Der erste Spatenstich für das CVC fand am 20. Juni 2000 statt. Obwohl nach den Originalplanungen für den Januar 2004 vorgesehen zog sich das Datum der Fertigstellung, ohne die Erweiterungsflächen für Repräsentantenhaus und Senat, bis zum 2. Dezember 2008 hin. Aus den kalkulierten Baukosten von 71 Millionen USD wurden 671 Millionen USD. Das CVC hat zu Kontroversen geführt, da es über dem Budget und hinter dem Zeitplan lag. Vieles wurde durch die steigenden Benzinkosten, Sicherheitsmaßnahmen nach den Anschlägen vom 11. September 2001 und rauem Wetter verursacht. Bei einer Anhörung über die CVC Kosten-Überschreitungen nannte es Abgeordnete Jack Kingston „ein Denkmal für die Ineffizienz, Unfähigkeit und Maßlosigkeit der Regierung.“
Der erste große Bauauftrag im Wert von fast 100 Millionen Dollar ging im Frühjahr 2002 an Balfour Beatty (ehemals Centex Construction), Dieser Auftrag umfasste die Abrissarbeiten auf dem Grundstück, das Setzen der Schlitzwände, die Baugrube, den Bau von Stützpfeilern, die Installation der Versorgungseinrichtungen auf dem Grundstück, die Beton- und Baustahl-Arbeiten, die Wasserabdichtung und den Bau eines neuen Servicetunnels. Bis zum Juli 2005 stellte die Balfour Beatty Construction alle Ausgrabungen und strukturellen Maßnahmen fertig und die Dachterrasse deckte die gesamte Struktur des CVC ab.

## Besucherzentrum
Der Bereich ist als Wartebereich für Besucher geplant, die auf eine Führung durch das Kapitol warten. Die Zahl der Besucher des Kapitols hat sich seit 1970 von 1 Million auf aktuell 3 Millionen verdreifacht, dadurch ist es schwierig den Andrang, der durch solche Mengen entsteht, zu bewältigen. in der Vergangenheit mussten sich die Besucher auf der Osttreppe des Kapitols anstellen, manchmal reichte die Schlange bis zur 1st Street East. Das Warten konnte Stunden dauern und es gab keinen Schutz vor schlechtem Wetter. Tickets konnten nicht vorgebucht werden, sondern wurden in der Reihenfolge des Eintreffens ausgegeben.
Mit der Inbetriebnahme des CVC haben die Besucher nun einen sicheren, behindertengerechten und lehrreichen Ort um auf den Beginn ihrer Führung durch das Kapitol zu warten. Das CVC kann von den Besuchern frei erkundet werden und beherbergt eine Ausstellungshalle, 2 Geschenkartikelläden und einen Food-Court mit 530 Plätzen. Die Besichtigung des CVC und des Kapitols ist kostenlos. Die Führungen durch das Kapitol sind ebenfalls kostenlos und können online vorgebucht werden.

### Emancipation Hall

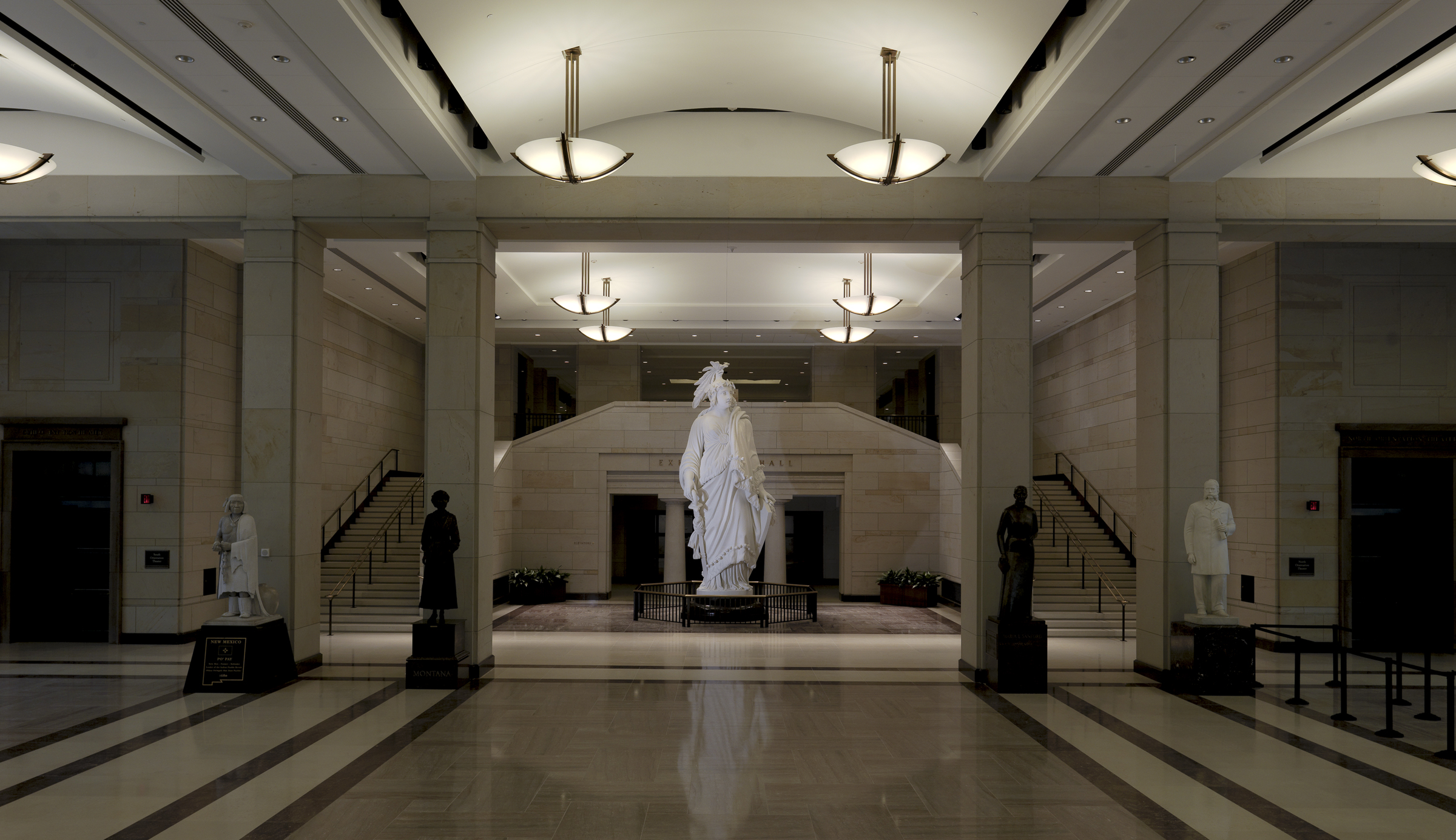
Emancipation Hall im Capitol Visitor Center. Die Gipsform der Statue of Freedom in der Mitte wird von Treppen flankiert, die ins Capitol führen.

Die Emancipation Hall ist die Haupthalle des CVC ist 1.900 m² groß. Sie sollte ursprünglich Great Hall heißen, aber der Name wurde aufgrund eines Gesetzes in Emancipation Hall geändert. Der Gesetzentwurf war von den Kongressabgeordneten Zach Wamp und Jesse L. Jackson Jr. unterstützt worden, er durchlief den Kongress und wurde im Januar 2008 von Präsident George W. Bush unterzeichnet. Da die Umbenennung recht kurzfristig war, steht auf einigen Schildern im CVC noch Great Hall.
Die Emancipation Hall hat zwei große Oberlichter von 9,1 m + 21 m, die einen, vorher noch nie gesehenen, Ausblick auf die Kuppel des Kapitols bieten. Die Oberlichter lassen viel Tageslicht in die Halle. Sie sind von Wasserbecken und Sitzplätzen auf der Dachterrasse umfasst.
In der Halle ist das originale Gipsmodell der Statue of Freedom zu sehen, die Bronzestatue steht auf der Spitze der Kuppel des Kapitols. Seit 1993 wurde das Gipsmodell in der Rotunde des Untergeschosses im Russell Senate Office Building, gegenüber dem Kapitol an der Constitution Avenue ausgestellt.

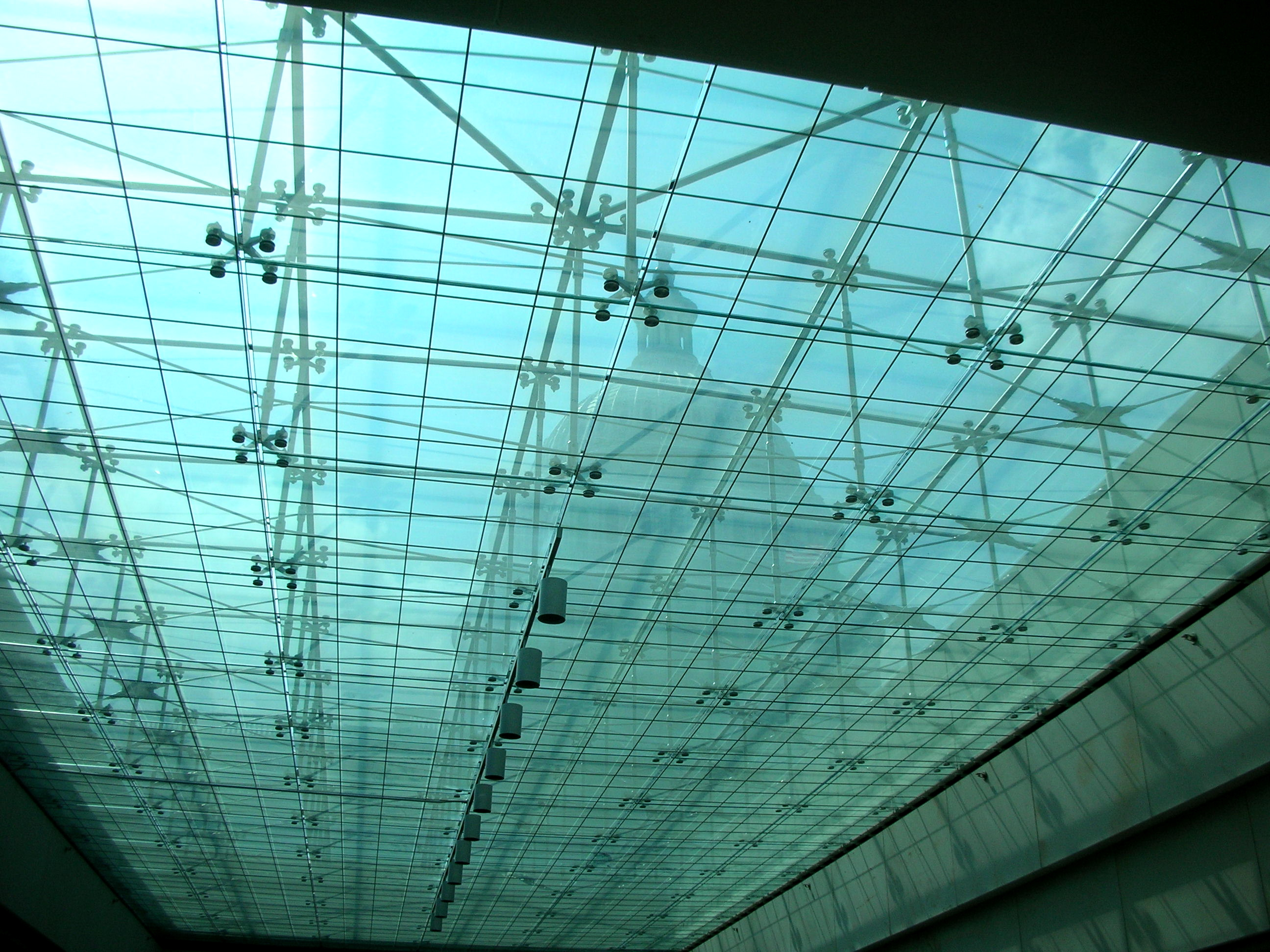
Blick durch ein Oberlicht des CVC auf die Kuppel des Kapitols im Mai 2008.

Die Halle ist ebenfalls ein Ausstellungsort für 24 Statuen der National Statuary Hall Collection. Die gesamte Sammlung besteht aus 2 Statuen je Bundesstaat. Die Statuen wurden zu Ehren von angesehenen Bürgern durch ihre jeweiligen Bundesstaaten gespendet. In den letzten Jahren wurden alle 100 Statuen im Capitol untergebracht, viele in der Statuary Hall. Dies hat zu einer Überfüllung geführt und der Umzug einiger Statuen in die Emancipation Hall hat im Capitol wieder etwas Freiraum geschaffen. Der Acting Architect of the Capitol Steven T. Ayers möchte, dass noch mehr Statuen in die Emancipation Hall umgesiedelt werden sollen.

### Exhibition Hall
In der Exhibition Hall gibt es eine 3,4 m hohe Kunststoffnachbildung der Kuppel des Kapitols, die man anfassen kann. Die Halle wird von 2 geschwungenen 28 m langen Marmorwänden dominiert, die mit Artefakten und interaktiven Touchscreen-Displays ausgestattet sind. In der Sammlung befinden sich Dokumente, die von George Washington und Abraham Lincoln unterschrieben wurden. Sechs Modelle des kompletten Kapitol veranschaulichen, wie das Gebäude im Laufe der Zeit erweitert wurde. In zwei Nischen abseits der Halle stehen zwei große Flachbildschirme, auf denen die Besucher Liveübertragungen der Sitzungen des Repräsentantenhauses und des Senats miterleben können. Eine dritte Nische hinter dem Modell der Kuppel zeigt den Lincoln-Katafalk, der früher im Keller unter der Krypta gezeigt wurde.

### Weitere Bereiche
Zwei Kinos oberhalb der Ausstellungshalle Exhibition Hall führen fortlaufend einen 13-minütigen Film über die Geschichte des Kongresses und des Kapitolkomplexes vor. Die Besucher betreten die Kinos auf der unteren Ebene der Emancipation Hall und verlassen sie auf der Ebene der Krypta. Beide Kinos zeigen den gleichen Film, aber mit gestaffelten Anfangszeiten, damit ein gleichmäßiger Touristenstrom in das Kapitol entsteht.
Außerhalb der Emancipation Hall befinden sich auch 2 Geschenkartikelläden, einer am nördlichen und einer am südlichen Ende. Diese ersetzen den Geschenkladen in der Krypta.
Das CVC hat auch noch einen Speisebereich mit 530 Plätzen, der die Kantinen der Bürogebäude des Kongresses entlasten soll.

## Kongress-Bereich
Über 16.000 m² sind für den Kongress reserviert. Den größten Teil dieser Fläche beansprucht das neue Auditorium des Kongresses. Die restliche Fläche wird überwiegend zu Sitzungszimmern umgewandelt.

## Betriebsflächen
Eine Anzahl von Tunneln wurde als Teil des CVC-Projekts gebaut. Der erste ist ein 300 m langer LKW-Tunnel, dessen Einfahrt sich in der Nähe des Senats-Parkhauses im Norden der Constitution Avenue befindet. Der Tunnel soll den Verkehr auf dem Plaza verringern und die Sicherheit erhöhen, da die Fahrzeuge in sicherer Entfernung zum Kapitol überprüft werden können. Ein zweiter Tunnel wurde als Verbindung von CVC und der Kongress-Bibliothek gebaut. Während der Bauzeit wurde ein Teil der East Capitol Street gesperrt. Der Tunnel wurde im Winter 2005 fertiggestellt.

## Kritik
Republikaner haben kritisiert, dass das CVC aus ihrer Sicht das religiöse Erbe Amerikas nur unzureichend abdeckt. Senator Jim DeMint aus South Carolina sagte, dass es das CVC versäumt hat, das religiöse Erbe, das entscheidend für den amerikanischen Erfolg war, angemessen zu ehren. Der frühere Sprecher des Repräsentantenhauses Newt Gingrich hat eine Petition eingereicht, die eine stärkere Berücksichtigung der Religion im CVC fordert.

## Zwischenfälle
Am Ostermontag den 28. März 2016 kam es um 15:35 Ortszeit zu einer Schießerei. Eine unbeteiligte Frau wurden durch Splitter leicht verletzt. Der Verdächtige versuchte durch die Sicherheitskontrolle zu gehen, als die Metalldetektoren anschlugen, woraufhin er eine Waffe zog, und mit der Waffe auf einen Polizisten zielte. Der Täter wurde von Sicherheitsbeamten angeschossen, kam in ein Krankenhaus und in Gewahrsam. Abgeordnete waren zum Zeitpunkt der Schießerei nicht auf dem Capitol Hill.